# Спасское (муниципальное образование город Новомосковск)

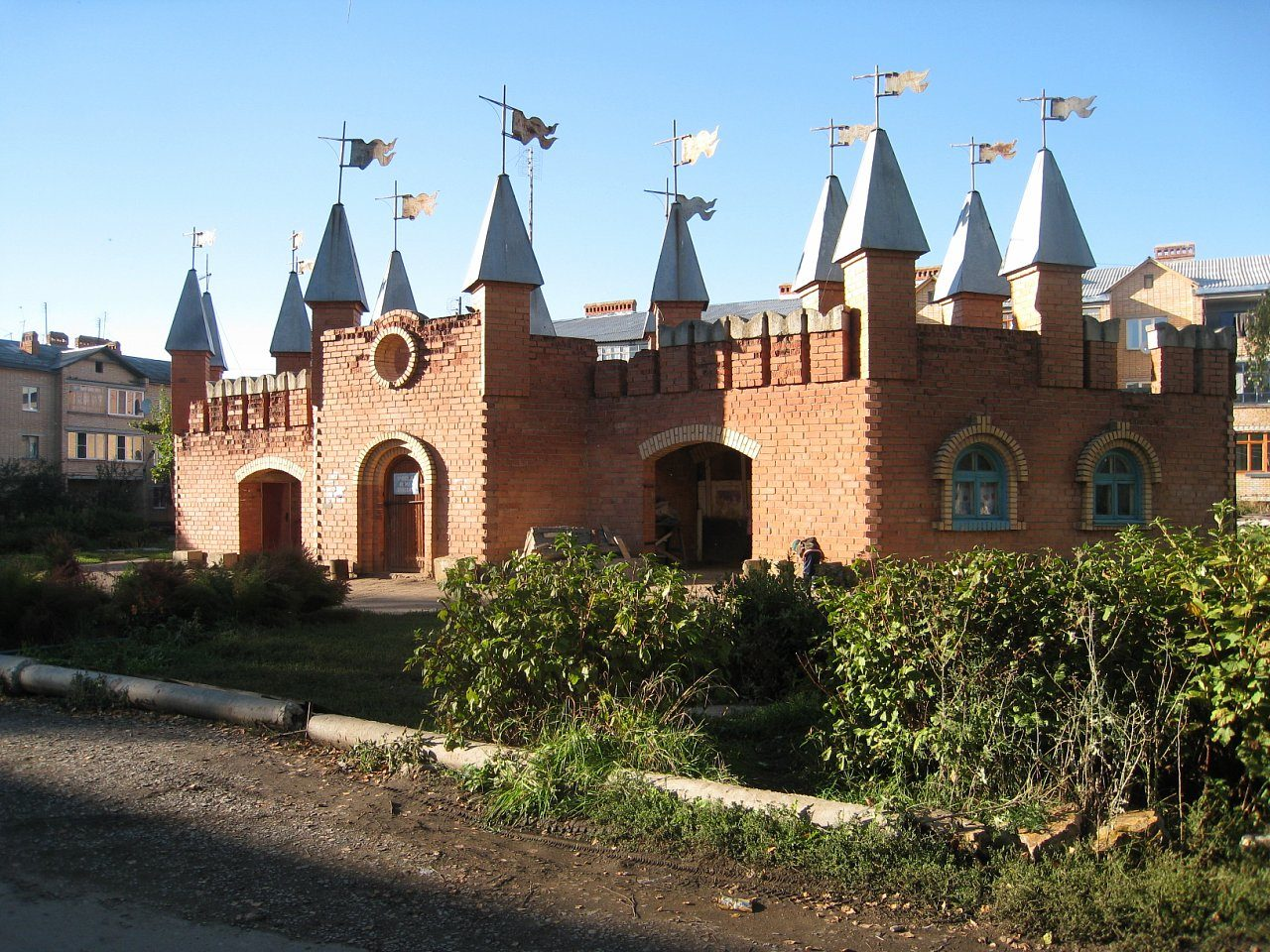
Детская крепость

Спасское — село в Тульской области России. В рамках административно-территориального устройства является центром Спасского сельского округа Новомосковского района, в рамках организации местного самоуправления входит в муниципальное образование город Новомосковск со статусом городского округа.

## История
Первое упоминание о селе Спасское относится ко временам Петра Великого. Спасское — старинное село, возникло предположительно в конце XVII века, когда в этих местах строились большая Ивановская дорога и Иван-Озерский канал. Расположение описывается как «при речке Ольховке» и «По правую сторону Епифанского тракта (с севера на юг)». Согласно записи в книге «Приходы и церкви Тульской епархии» (1895 год) село Спасское находилось в 30 верстах от Венева и в 60 верстах от Тулы. Название Спасского село носит по храму. Деревянная Спасская церковь села по исповедным росписям известна с 1739 г. Храм в селе во имя Всемилостивого Спаса, каменный, выстроен в 1813 г. тщанием и иждивением помещика Сергея Михайловича Власова; при храме два придела во имя Александра Свирского и Димитрия Ростовского: первый был выстроен одновременно с самим храмом, а второй устроен княгиней Александрой Ивановной Багратион и освящен в 1834 г.

## География
Расположено у ручья Ольховка, в 15 км к северо-востоку от города Новомосковска.
На юге примыкает к Сокольникам — отдалённому микрорайону Новомосковска.
В селе расположен музей «Спасское» (открыт 26 июня 2004 г).

## Население
| 2002 | 2010  |
| ---- | ----- |
| 1894 | ↘1751 |

## Известные люди, жившие в селе
- Анастаси́я Плато́новна Зу́ева (7 (19) декабря 1894, с. Никольское-на-Крюку, Одоевский уезд, Тульская губерния, Российская империя — 23 марта 1986, Москва, СССР) — русская и советская актриса театра и кино. Лауреат Сталинской премии второй степени (1952). Народная артистка СССР (1957).
- Стародубцев Василий Александрович — с 1964 по 1997 год — председатель племзавода-колхоза имени Ленина.